# Costa di Hobbs
La costa di Hobbs (centrata alle coordinate 74°50′S 132°00′W) è una porzione della costa della Terra di Marie Byrd, in Antartide. In particolare, la costa di Hobbs si estende tra il punto più orientale dell'isola Dean (74°42′S 127°05′W), a est, e capo Burks (74°45′S 136°50′W), che segna il confine orientale della baia di Hull, a ovest, e confina a est con la costa di Bakutis e a ovest con la costa di Ruppert.

## Storia
La costa di Hobbs è stata osservata per la prima volta da membri del Programma Antartico degli Stati Uniti d'America tra il 1939 e il 1941. L'intera costa fu infine mappata dallo United States Geological Survey grazie a ricognizioni al suolo e a fotografie aeree scattate dalla marina militare statunitense tra il 1959 e il 1966.
La costa fu battezzata con il suo attuale nome in onore del professor William Herbert Hobbs, glaciologo dell'Università del Michigan specializzato in geografia e storia dell'Antartide.